# Ochromyia javana
Espèce
Ochromyia javana est une espèce de diptères de la famille des Calliphoridae.

## Systématique
Le nom valide complet (avec auteur) de ce taxon est Ochromyia javana Macquart, 1846.